# Warhammer 40.000: Dawn of War II
Warhammer 40,000: Dawn of War II es un videojuego perteneciente al género de un juego de estrategia en tiempo real, con elementos de otros de juego de rol táctico, desarrollado por la empresa Relic Entertainment y publicado por THQ, para Microsoft Windows y basado en el universo de ficción de Warhammer 40000. Es la secuela del videojuego Warhammer 40.000: Dawn of War y parte de su serie de videojuegos. Dawn of War II fue lanzado en Norteamérica el 19 de febrero de 2009, y en Europa el 20 de febrero de 2009.
Una secuela del videojuego llamado Warhammer 40,000: Dawn of War III fue lanzado en el año 2017.

## Jugabilidad
Los Ejércitos jugables en la versión inicial del videojuego son los Marines Espaciales, Orkos, Eldars y los Tiránidos. Varias unidades de la Guardia Imperial aparecen en el modo campaña pero no son una facción utilizable en el juego.
El modo de juego de Dawn of War II, es muy diferente del de Dawn of War I y sus expansiones. Jonny Ebbert, el diseñador en jefe del juego, describe la sensación del juego diciendo que tiene todo lo que era bueno de la original y la combina con lo mejor que Company of Heroes tenía que ofrecer. Hay un enfoque más importante en la cobertura, que ofrece bonificaciones defensivas más importantes. En consecuencia, existe también un nuevo énfasis en los métodos para encargarse de unidades a cubierto. Algunas armas, como las granadas y otros explosivos, pueden destruir la cobertura de las unidades y también sus edificios de resguardo, mientras que otras, como el lanzallamas, hacen caso omiso de las coberturas por completo. Otras diferencias entre Dawn of War II y sus predecesores son la inteligencia artificial mejorada de las unidades (los escuadras bajo fuego buscan cobertura, por ejemplo), los vehículos tienen una escala más realista con respecto a las unidades, y un motor físico mejorado.
Como Games for Windows Live, el juego utiliza el Sistema Xbox Live Gamerscore de Xbox Live, y es el primer juego exclusivo para PC de amplia distribución en usarlo. Debido a esto, un jugador debe ser capaz de conectarse a los servidores de Windows Live para acceder a las capacidades multijugador del juego. El juego también requiere la verificación a través de Steam.

### Campaña
Dawn of War II cuenta con una campaña interplanetaria no lineal. La campaña se puede jugar ya sea como un jugador, o en el modo de juego cooperativo con otro jugador a través de una conexión en línea.
La campaña del juego se diferencia de las de sus predecesores en varias características clave. Una de las diferencias más notables es que no hay elementos de construcción de bases, a diferencia anteriores juegos de la saga Dawn of War. En cambio, el jugador elige las unidades que se utilizarán antes de comenzar una misión, no se pueden construir nuevas unidades una vez que la misión comienza, y sólo tiene opciones limitadas para obtener refuerzos, principalmente se reponen las escuadras de las que se dispone.
Una parte importante de la campaña consiste en elegir las batallas e incluso los planetas en los que se luchará, y hay consecuencias con respecto a las misiones que son las elegidas por el jugador. Puede haber dificultades para responder a varias llamadas, por ejemplo, cada una disponible por solo durante un tiempo limitado. Una vez que una misión se elija, el jugador todavía puede tener que elegir entre distintos objetivos, teniendo que decidir entre salvar a la población civil o la obtención de un poderoso objeto de combate.
Una vez que se ha seleccionado una zona de guerra y una misión, el jugador elige sólo cuatro escuadras para tomar parte en la batalla que se avecina. Cada una es única en su especialidad de combate, personalidad, e incluso la voz de mando de su jefe de escuadra o sargento. Hay un enfoque narrativo importante en los sargentos de estas escuadras, que pueden aumentar su experiencia y las habilidades a medida que progresa la campaña, y en última instancia no pueden morir. En vez de morir en una misión, los líderes de las escuadras quedan "noqueados" y pueden ser revividos, ya sea por una unidad amiga en las proximidades o al completar la misión.
La campaña incluye muchos elementos tradicionalmente asociados con los juegos de rol de video. Los líderes de las escuadras y las unidades de mando pueden ser equipados con el armamento que recojan de los campos de batalla y de los enemigos muertos y por el cumplimiento de los objetivos durante las misiones. A lo largo de la campaña, a medida que un marine espacial va matando enemigos y alcanza los objetivos, va ganando experiencia, sube de nivel, aprende nuevas habilidades, y obtiene potenciadores y mejoras.

### Comandantes y Escuadras
- Comandante de la Fuerza: El jugador nombrado Comandante de la Fuerza lleva a la fuerza de choque a través del juego. El Comandante de la Fuerza es el más joven en la historia de los Cuervos Sangrientos, se ganó una reputación por su capacidad de mando en las situaciones que han roto los líderes de otros capítulos. El Comandante de la Fuerza nunca se oye hablar fuera de la batalla, donde solo se pueden escuchar sus gritos de batalla.

- Tarkus: Un veterano de incontables batallas, Tarkus lidera un escuadrón de marines tácticos, que se especializan en la elaboración del fuego al enemigo con su "Burla" la capacidad, al tiempo que reduce el daño a distancia, y haciendo caso omiso de la represión con su habilidad de "avance táctico". Comenzando como un Tarkus equipo a distancia y su equipo pueden aprender a dotar lanzallamas, y las armas de energía, junto con los lanzallamas pesados y los bolter de asalto (cuando se lleva una armadura de exterminador). Aparte del Comandante de la Fuerza, Tarkus es el único miembro de la fuerza de ataque que se puede equipar armaduras Terminator desde el inicio del juego (Avito y Tadeo deben tener que desbloquearlas al invertir los puntos suficientes en las habilidades correctas).

- Avito: Avito lleva un escuadrón de Devastatores, cuyos bólter pesados pueden reprimir y frenar los enemigos capturados en su fuego, con su "Fire Focus" capacidad para aumentar su daño de ataque y puntos de habilidad que invierten en la "habilidad de distancia" para aumentar aún más su eficacia. Un especialista en armas pesadas, Avito puede equipar lanzacohetes y cañones de plasma. Avito puede adquirir la capacidad de llevar armadura de exterminador, invirtiendo los puntos suficientes en la habilidad de "fortaleza" del árbol.

- Tadeo: Tadeo lidera un escuadrón de marines de asalto que se especializan en combate a corta distancia. Uso de los paquetes de sus saltos que pueden volar a los enemigos y destruirlos en el combate cuerpo a cuerpo. Tadeo puede aprender a usar armas a distancia, invirtiendo puntos de habilidad en su "habilidad de distancia" del árbol de habilidades. Tadeo puede aprender a usar la armadura de Exterminador invirtiendo puntos en el árbol de habilidades cuerpo a cuerpo.

- Ciro: El sargento explorador Ciro encabeza un pelotón de exploradores que se especializan en el sigilo y la infiltración. Al utilizar su "Habilidad de Infiltración" obtiene la capacidad de hacerse invisible y reconocer el terreno. Cyrus y sus exploradores tienen la más baja de la salud de todas los escuadras de las que se tiene disposición, ya que evitan la armadura de la Firma de los marines Espaciales para ganar potencia de ataque, pero en compensación pueden "infiltrarse", volviéndose invisible. Ciro, puede aumentar la duración y la eficacia de su infiltración al invertir sus puntos de habilidad en la "habilidad de voluntad" del árbol, reduciendo drásticamente su costo, y lo que le permite utilizar sus productos sin perder su invisibilidad. Ciro, puede utilizar bolters, escopetas y lanzallamas, y es capaz de desbloquear una habilidad especial para cada uno de ellos, convirtiéndose en el miembro más versátil de la fuerza de ataque. Cyrus y sus exploradores son el único equipo que no puede equipar armaduras Exterminador.

- Davian Thule: Después de haber sido gravemente herido por un guerrero tiránido en los primeros encuentros entre los Cuervos Sangrientos y los extraterrestres, Davian Thule es colocado en estasis, y se convierte en un Dreadnought, un combatiente cibernético muy robusto después de que la Fuerza de Ataque obtuviera una muestra de las biotoxinas de los Tiránidos, y se une a ellos. Thule puede especializarse, ya sea como. A distancia o cuerpo a cuerpo Walker asalto por invertir en el árbol de habilidades derecho, y puede convertirse en un Dreadnought Venerable, mediante la inversión en la árbol de "Voluntad", lo que le permite aumentar las técnicas pasivas a sus aliados durante el combat., Aunque muy poderoso, Thule es vulnerable ante armas y explosivos antivehículo, y no puede curarse a menos que otro equipo utilice el objeto "ritos de reparación", o que está cerca de un "bien de campo", que cura y refuerza las escuadras que estén cerca. Thule puede superar esta debilidad mediante el aprendizaje de la habilidad de "Defensor del Anciano"  esta capacidad le permite sanar en inactividad, a la hora de invertir los puntos de habilidad en la "fortaleza" del árbol.

#### Argumento
El juego se abre con el jugador y el sargento Tarkus profundamente impactados sobre el planeta Calderis para ayudar al capitán  y a sus iniciados. A medida que ahuyentar a los Orkos se enfrentan a Mek Badzappa y su wartrukk. Aunque los Marines espaciales derrotan a Mek quien se escapa, estos están a punto del colapso en la mina, pero a través de esta vienen el comandante y los demás y logran la victoria. Después de esto, la huelga desde el crucero Armageddonen una aldea en la que el sargento explorador Cyrus está esperando por ellos. Se las arreglan para abrirse camino a la defensa de la aldea donde esta Avito, el sargento, tienen que rescatarlo y salvar la aldea de los Orkos.
Después de esto, recibir el mensaje de que los Orcos (Warhammer 40.000) han atacado a dos lugares más importantes y asumen que alguien los está guiando. El primer ataque es dirigido por un Stormboyz Nob llamado Skykilla y la segunda por el Kaudillo Gutrencha. Después de esto los infantes de marina obtienen información de Skykilla y Gutrencha y encuentran que ambos han visitado las minas Felhammer recientemente. También aprenden que Mek Badzappa está allí también. Sin embargo, Ciro, permanece a bordo del Armagedón para proporcionar apoyo técnico. Cuando entran en la mina estos ven a una araña exarca Warp que desaparece su comitiva, y los Marines Espaciales son rescatados de artilleros Orkos por el sargento Tadeo. También se encuentran Badzappa y su pelotón bajo el ataque de un brujo eldar y una compañía de Guardianes. A pesar de que matan al brujo, el MEK se escapa una vez más. Como el brujo muere habla de un enemigo mayor que amenaza a todos, pero los héroes permanecen indiferentes.
Viajan al planeta Tifón  para detener la actividad de los Eldar. Una deformación exarca araña está provocando que los Orkos hagan revueltas y por lo que deben ser eliminadas. Él no menciona nada de la así llamada "enemigo mayor", pero Thule les pide que vuelvan a Calderis donde Mek Badzappa está lanzando un ataque contra la capital, y los ciudadanos están reportando las plantas mutantes y las pequeñas criaturas de color púrpura que están matando el ganado. Los Marines Espaciales finalmente, llegan a matar al Mek, pero pronto son atacados por los Tiránidos. Thule está herido de muerte por un guerrero de los Tiránidos y Martellus el Tecnomarine los lleva de vuelta a la seguridad después de destruir la fuerza de ataque de los Tiránidos.
Los Marines Espaciales se van a Tifón, dejando al Boticario gordiano a cargo de Thule. Matan a los Eldar Nemerian guardabosques, que han estado causando problemas, y vuelven a Calderis para matar al Guerrero Tiránido que hirió de muerte el capitán Thule.
Después de esto se reciben un comunicado por el capitán Gabriel Angelos (el protagonista del primer juego) que les dice que él está haciendo su misión para ayudarles en su lucha para detener a los Tiránidos, y les da los tres objetivos principales del juego. Para obtener la victoria se debe: reunir una muestra pura de los Tiránidos localizadas en sus bio-toxinas en las que ellos tienen su código genético primario de la colmena, estas servirán para cultivar y crear un poderoso veneno con ta los Tiránidos (y a la vez un antídoto para salvar posiblemente la vida del capitán de Thule), el segundo objetivo es asegurar una larga matriz Astronómica que se perdió en Tifón, esto para que se pueda encontrar un punto débil en la Flota Enjambre, y el último objetivo es hacerse con el control de la Forja del Ángel en el planeta Meridian para crear las poderosas armas que los héroes necesitan.
Todos Estos objetivos se pueden completar en cualquier orden deseado. Asegurar la matriz Astronómica otorgará el bombardeo orbital al jugador y un profundo ataque en los campos de batalla, la defensa de la Forja del Ángel permitirá al sargento Tarkus usar la Armadura de Exterminador, y la recolección de la toxina biológica proporcionará la cura para salvar al capitán Thule que estará disponible desde entonces en un traje de Dreadnought, pero este resucitado Capitán Davian Thule ya no es el mismo de siempre. Meridian es el blanco de constantes ataques de los Eldar, y se puso de manifiesto que poco a poco Idranel de Ulthwe ha planeado esto para atraer a toda la flota de los Tiránidos a Meridian y luego destruirlo, deteniendo así la amenaza de los Tiránidos y la protección de su mundo astronave, pero esto implica la destrucción de un mundo vital para la formación de los Cuervos Sangrientos.
Al término de los tres objetivos, el veneno de los Tiránidos está listo para la entrega. Sin embargo, el barco del capitán Angelos la Letanía de la furia (que ha estado viajando a la ayuda del jugador desde hace algún tiempo) se psiónicamente asaltado por la mente de la colmena y está en grave peligro de perderse en la Disformidad. Esto efectivamente tiene sus refuerzos fuera de la foto, pero la mente de la colmena se debilita por el esfuerzo y va al planeta Tifón para alimentarse. El equipo del jugador huelga despliega en el planeta y administra el veneno a la mente de la colmena a través de sus tentáculos de alimentación. En la batalla espacial el Armagedón es destruido matando a Gordiano.
Como el veneno entra en vigor, todo parece perdido, como el equipo de ataque no tiene forma de retiro y las olas masivas de los Tiránidos se están preparando para un ataque final. De repente, el capitán Gabriel Angelos y una compañía entera de los Cuervos Sangrientos de la tierra los llegan al campo de batalla y protegen a la fuerza del comandante de los Tiránidos que se acercan. Angelos se une a su mando y es completamente controlable por el jugador, con la ayuda de su equipo de se mata al Tiránido y a la Colmena Alfa y el día se ganó. A medida que la flota enjambre es derrotada Gabriel reflexiona sobre cómo el Emperador creó a los Marines Espaciales para combatir a los indecibles horrores de la galaxia, que lucharían hasta la muerte para defender a la humanidad, y cómo usted y su fuerza de ataque son los guerreros.

### Escaramuza
Dawn of War II, incluye un juego de escaramuzas, así se podrá jugar, ya sea como un solo jugador o en modo multijugador, y utiliza el Games for Windows Live. Servicio de juegos en línea para los juegos de modo multijugador y matchmaking.
Antes de una partida normal, un jugador elige una facción, y uno de los tres comandantes de la facción elegida. Los comandantes de diferentes se utilizan para complementar las estrategias diferentes. Por ejemplo, un jugador que elige el ejército de Marines Espaciales puede elegir entre Los comandantes orientados a Comandante de la Fuerza, el Boticario apoyo orientado a la curación, y el Tecnomarine orientadas a la defensa.
A diferencia de los juegos de estrategia más contemporáneas en tiempo real, incluyendo Dawn of War, la mayor parte de las unidades y la producción de la investigación en Dawn of War II, se hace desde un edificio de la sede del ejército, y las actualizaciones de la unidad se realizan en el campo de la batalla en sí. El enfoque en el juego está en primera línea de combate y la unidad basada en la táctica en lugar de la tradicional base edificio de estilo popularizado en títulos como Red Alert Command & Conquer y la serie de videojuegos de Age of Empires.
Sólo hay dos modos de juego en el juego de escaramuzas hasta el momento. No es el punto estándar de la victoria del modo de control, donde la clave para ganar es el control de los puntos de victoria críticos en el mapa hasta que los puntos de tu oponente victoria correr a cero, y en partidas sin clasificación personalizados también existe el modo de exterminio, donde los jugadores tratan de destruir por completo las unidades de sus oponentes y de las estructuras. En ambos modos, los jugadores luchan para controlar los nodos de requisición y el poder que abastecen a las facciones con los recursos necesarios. En partidas en línea, los jugadores compiten en los partidos 1v1, 2v2 y 3v3. no son compatibles con las partidas clasificatorias.

### The Last Stand
El 14 de octubre de 2009 Relic Entertainment dio a conocer un nuevo modo de juego (como parte de su parche 1.8.0) para Dawn of War II, llamado The Last Stand. Los jugadores toman el control de cualquiera de uno de los Marines Espaciales del capitán, un Vidente Eldar o un Mekboy Orko, y cooperar con otros dos jugadores a fin de tener en las ondas de las unidades controlados por la IA. Con el lanzamiento de Warhammer 40.000: Dawn of War II Chaos Rising, la Colmena de Tiránidos y Marines Espaciales del Caos Hechicero se hicieron también capaces de reproducir. A medida que los jugadores juegan, ganan puntos de experiencia que abren Artefactos y equipo para su personaje. Esto ha mejorado aún más con el lanzamiento de la expansión de Warhammer 40.000: Dawn of War II Retribution que se sumó un capitán de la Guardia Imperial a la carga. Un nuevo DLC surgió dándole a los jugadores la oportunidad de utilizar el Shas'O comandante de la unidad Tau.

## Desarrollo
El 19 de enero de 2009, Relic Entertainment anunció que Dawn of War II, tenía Golden Master. Después con el anuncio de que la beta se centró principalmente en la optimización de balance de varios jugadores que iba a ser optimizado en un día cero patch.

### Beta
Dawn of War II fue lanzado al público para Software de pruebas beta el 21 de enero de 2009, y fue programado para ejecutarse hasta la fecha de lanzamiento del juego del 19 de febrero de 2009. El paquete de expansión para Dawn of war se les permitió tomar parte en la primera fase de la beta nombre de los sectores público y anuncio de la beta.
La versión beta se puede descargar a través de Valve Corporation. Servicio de distribución en línea.

### Motor del Juego
Dawn of War II usa una versión actualizada de la motor Essence 2.0, Una versión superior en el nivel de refrescado en comparación a su predecesor. El Esencia Engine 1.0 que se utilizó para el II estreno Mundial de Guerra de energía, otro juego de Relic Entertainment de modo estrategia en tiempo real conocido como Company of Heroes y sus dos packs de expansión Company of Heroes: Opposing Fronts y Company of Heroes: Tales of Valor.

## Expansiones

### Dawn of war II Chaos Rising
La primera expansión titulada Chaos Rising fue anunciada el 18 de septiembre de 2009 en un pódcast de revista de juegos.
Antes del anuncio de PC Gamer, los moderadores de varios sitios de fanes de diversos lugares fueron testigos del Caos de Warhammer 40.000 Terminator Miniaturas Señor. Las cajas de las miniaturas vinieron con el logotipo del capítulo de los Cuervos Sangrientos con el número de MMX en ellos. La expansión fue lanzada el 11 y 12 de marzo.
El juego fue lanzado el 11 de marzo de 2010 para Windows.
Los Marines Espaciales del Caos se introducen en el juego y a todas las razas del juego anterior:Los Marines Espaciales, los Eldar, Orkos y los Tiránidos se les dieron nuevas unidades, Aparecen unidades de la Guardia Imperial pero no son una facción utilizable.
El juego tiene lugar principalmente en la cubierta de hielo del mundo en la casa de los Cuervos Sangrientos, Aurelia. Gabriel Angelos explica que Aurelia se perdió en la deformación durante mil años, pero ahora ha vuelto a aparecer, junto con un faro de Cuervos Sangrientos activos.

### Dawn of war II Retribution
La segunda expansión independiente se anunció, el 17 de agosto de 2010, programado para su estreno el 4 de marzo de 2011. Durante este período de tiempo que seriá mostrado por primera vez a la prensa en la Games.com  retribución seriá, además el que dejaría de lado el Games for Windows Live, anunciado el 15 de septiembre. Retribution en su lugar usariá Steamworks de Valve con esta plataforma para la gestión de derechos digitales, los logros, las características sociales y matchmaking. También contará con una nueva raza, la Guardia Imperial.
Warhammer 40.000: Dawn of War II Retribution  se caracteriza por que la campaña para un jugador se puede jugar con múltiples razas. La Guardia Imperial se presenta como una nueva raza jugable, y es junto con todas las otras razas, que aparecen desde el juego original y la primera expansión (los Eldar, los Marines Espaciales, el Caos, los orkos y los Tiránidos) de las que ahora se pueden reproducir en un solo jugador del modo campaña.
Dawn of War II: Retribution tiene lugar diez años después de los acontecimientos de Dawn of War II: Chaos Rising. El subsector está sufriendo de un conflicto entre los piratas orkos dirigidos por Kaptin Bluddflagg para saquear el subsector, y la llegada de los Eldar del mundo astronave Alaitoc dirigido por autarca Kayleth a buscar una profecía y la recuperación de un antiguo artefacto, Los Tiránidos en una colmena Señor, buscan la restauración de los restos de su flota enjambre, los Cuervos Sangrientos en defensa del subsector y liderado por el Capitán Apollo Diomedes para cazar a las Fuerzas del Caos, así como la investigación de su Señor del Capítulo, Azarías Kyras, por haber sido corrompido por el Caos, el regreso de los Marines Espaciales del Caos de la Legión de Negro dirigidos por Eliphas la Heredero con el fin de cumplir con su promesa a Abaddon el Saqueador de aniquilar a los Cuervos Sangrientos, y la llegada de nueva Guardia Imperial del Regimiento de Cadia octava dirigida por el Señor general Castor, la realización de un inquisidor en Exterminatus Adrastia para investigar la corrupción dentro del subsector de Aurelia, así como a los Cuervos Sangrientos Capítulo Maestro Azarías Kyras. Estos eventos pueden haber sido causados por las acciones de Gabriel Angelos (desde el original, Dawn of War juego) cuando destruyó una piedra con el martillo "Dios-Splitter", que se celebrará dentro de un demonio de Khorne.

## Recepción
Dawn of War II consiguió una recepción mayormente positiva, y obtuvo un promedio de 85% en Metacritic.com. La mayoría de los críticos lo han elogiado por su ritmo rápido de juego táctico e impresionantes gráficos, mientras que criticaron su reducido número de mapas multijugador y la falta de variedad en las misiones de la campaña para un solo jugador.
Gamespy elogió su eliminación de la construcción de bases y su "en principio improbable hibridación" entre un juego de estrategia en tiempo real y un juego de rol. Sin embargo criticó la campaña para un jugador, ya que el hecho de que haya tantas misiones principales que ocurren en los mismos mapas que las misiones secundarias "provoca una cierta sensación de repetición al final de la campaña". Las críticas también tuvieron como objetivo el uso de los Tiránidos en el juego puesto que "luchar contra ellos por fin [..] resulta un poco decepcionante.", pero elogiaron el modo multijugador y la introducción de la logística, calificándolo de "idea genial".
1up.com también elogió la "ingeniosa incorporación" de los objetos adaptados por niveles, las opciones tácticas que otorga la selección de escuadras y la rejugabilidad que esto permite, pero también criticó el uso continuo de los mismos mapas en el modo para un solo jugador.